# Casona de Espina con su torre y portalada

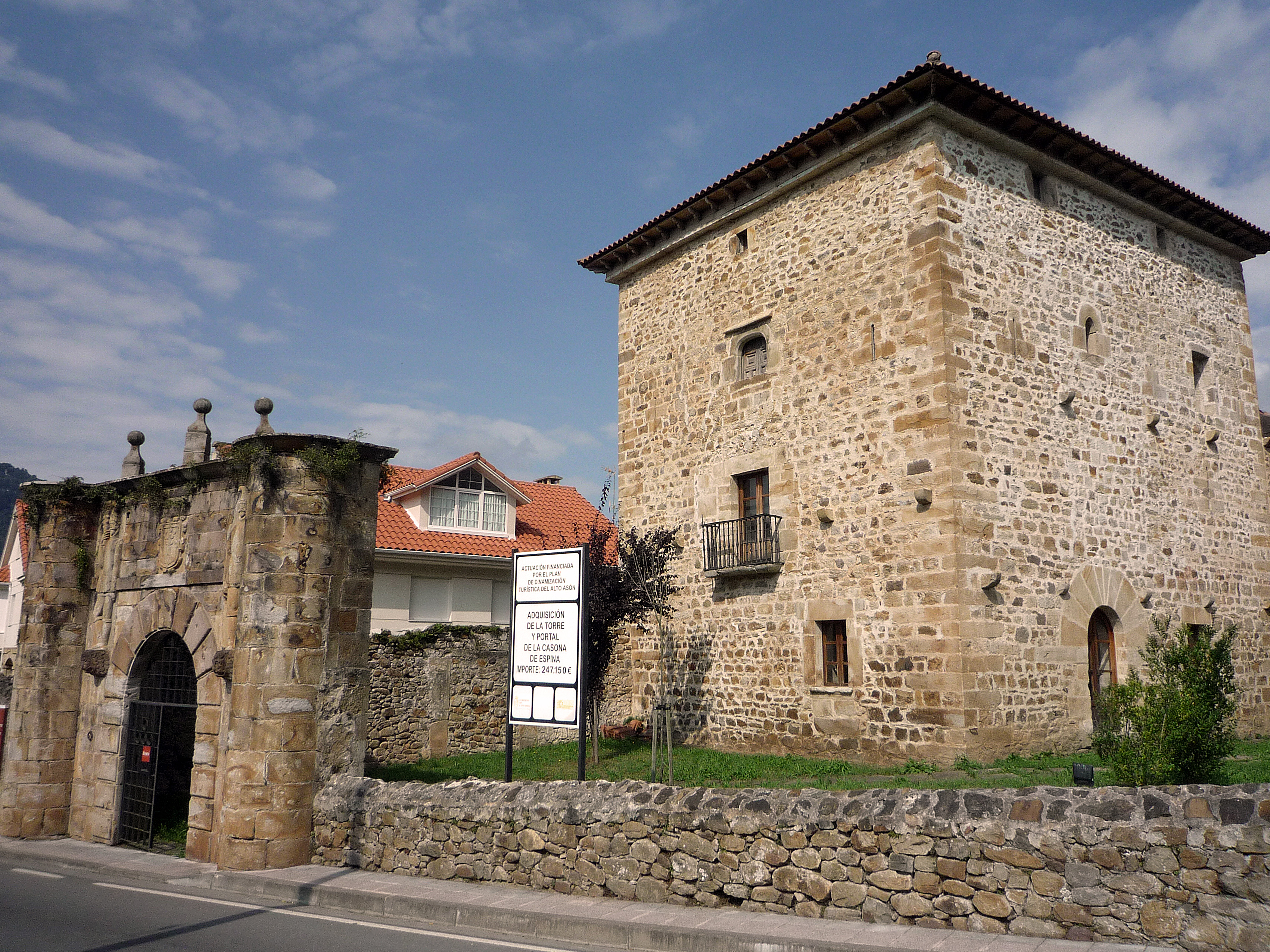
Vista exterior de la torre y la portalada de la Casona de Espina.

La Casona de Espina, con su Torre y Portalada en Ampuero (Cantabria, España), es un Bien de Interés Cultural, con categoría de Monumento, por Decreto 54/1994, de 7 de diciembre.
La Casona de Espina, con su Torre y Portalada está en el barrio de la Bárcena, n.º 8 de Ampuero. Se establece una delimitación en torno a la Casona y a la Torre de 8 metros desde las líneas de las fachadas norte de la Casona y la Torre; veinte metros desde la línea de la fachada sur de la Torre y ocho metros desde la línea de la fachada este de la casona, formándose en torno a la torre y la casona un rectángulo imaginario.
Desde el año 2014 es un museo dedicado a la familia Espina.